# Corrhenes glauerti
Corrhenes glauerti är en skalbaggsart som beskrevs av Mckeown 1948. Corrhenes glauerti ingår i släktet Corrhenes och familjen långhorningar. Inga underarter finns listade i Catalogue of Life.